# ランダウ反磁性
ランダウ反磁性（-はんじせい、Landau diamagnetism）とは反磁性のひとつであり、金属中の自由電子による反磁性である。1930年にレフ・ランダウによって量子論的な理論により求められた。古典論ではランダウ反磁性は生じず（ボーア＝ファン・リューエンの定理: 古典論ではいかなる反磁性・強磁性も説明できない）、ランダウ反磁性を説明するには量子論が必要である。
フェルミ縮退している自由電子の磁化率は以下と表される。
{\displaystyle \chi _{\rm {Landau}}=-{\frac {n\mu _{B}^{2}}{2F_{E}}}=-{\frac {\mu _{B}^{2}mk_{F}}{3\hbar ^{2}\pi ^{2}}}=-{\frac {e^{2}k_{F}}{12\pi ^{2}mc^{2}}}}
ここで
- {\displaystyle n=k_{F}^{3}/3\pi ^{2}}は電子密度（単位体積あたりの電子の数）
- {\displaystyle \mu _{B}=e\hbar /2mc}はボーア磁子
- {\displaystyle F_{E}=\hbar ^{2}k_{F}^{2}/2m}はフェルミエネルギー
- {\displaystyle k_{F}}はフェルミ波数。

これはパウリ常磁性磁化率の{\displaystyle -1/3}倍の値である。これは理想的な自由電子気体の場合の磁化率であるが、実際の金属では電子状態が複雑であるため、磁化率もこれほど単純な式では表せない。

## 古典論での扱い
古典論ではランダウ反磁性が生じないことは以下のように説明できる。
自由電子気体に磁場Bがかかると、それぞれの電子にはローレンツ力
{\displaystyle {\boldsymbol {F}}=-{\frac {e}{c}}{\boldsymbol {v}}\times {\boldsymbol {B}}}
がかかるが、磁場のローレンツ力による仕事は
{\displaystyle dW_{\rm {m}}=-{\frac {e}{c}}({\boldsymbol {v}}\times {\boldsymbol {B}})\cdot d{\boldsymbol {r}}}
{\displaystyle =q{\boldsymbol {v}}\cdot ({\boldsymbol {v}}\times {\boldsymbol {B}})dt=0}
であり、磁場は仕事をしない。ここで{\displaystyle {\boldsymbol {v}}=d{\boldsymbol {r}}/dt}を用いた。
よって電子のエネルギーは磁場によって変化せず、{\displaystyle E,N,T}にのみ依存する分布関数も変化しない。
よって古典論では誘導電流も反磁性も生じない。
また、円運動する粒子のイメージから考えると以下のようになる。
磁場に垂直な面を考えると、面内での複数の電子の円運動はストークスの定理のように磁場に垂直な面内で互いに打ち消しあい、最も外側の円運動だけが残る。更にその外側においても、金属の表面に衝突してしまう電子は円運動をすることができず、逆回転の運動が残り、円運動が打ち消される。よって円運動による磁場は残らず、反磁性も生じない。

## ランダウ＝パイエルス公式
ルドルフ・パイエルスは強結合のブロッホ電子（周期的なポテンシャル下の自由電子）の場合についてランダウの理論を拡張した。
特に単純なバンド構造をした金属では、パイエルスの求めた磁化率は単純なランダウ＝パイエルス公式 (Landau-Peierls formula)
{\displaystyle \chi _{\rm {LP}}=-{\frac {e^{2}k_{F}}{12\pi ^{2}m^{\ast }c^{2}}}}
によって表すことができる。ここで{\displaystyle m^{\ast }}は電子の有効質量である。
ランダウやパイエルスが求めた磁化率は特定の条件におけるものであり、更に異なる条件やより一般化された磁化率はWilsonやAdamsなど、多くの研究者によって求められている。しかしそれらの多くに共通することは、実際の金属では電子状態が複雑であるため、磁化率の計算は複雑になってしまうということである。